# Lucy (canción de Skillet)
Lucy es el quinto single del álbum Awake de la banda de Rock cristiano Skillet, y la duodécima en general.
La canción habla sobre dos jóvenes que tuvieron un embarazo no deseado. Por ese motivo optaron por el camino del Aborto, pero al pasar los meses se sintieron culpables por haber matado a una vida inocente. En la letra de la canción, se menciona sobre encontrarse de nuevo con Lucy en el cielo. La canción en sí habla sobre las segundas oportunidades para las personas que han pasado por estas situaciones y que Dios estará ahí para consolar y guiar por el buen camino.

## Historia de la canción
En noviembre de 2010, John Cooper en un concierto en Target Center en Minneapolis explicó que la canción trataba sobre los problemas de dos estudiantes a causa de un aborto.
Dos jóvenes que todavía asistían en la secundaria pasaron por el conflicto de tener un embarazo no deseado. Por ello decidieron ir por el camino del aborto y no afrontar las consecuencias de sus actos. Meses después empiezan a sentirse culpables por el aborto realizado, pero ya era muy tarde. Por eso fueron con un consejero que les dio opciones de como superar la situación. Ellos decidieron preparar un funeral para el bebé que no nació, y pusieron al bebé como nombre Lucy.